# Морайра
Морайра — населенный пункт в муниципалитете Теулада (Аликанте), расположенный в 6 км от него на побережье Средиземного моря. Является популярным международным туристическим центром. Здесь есть гильдия рыбаков, общественный центр дошкольного и начального образования, Морской клуб Морайры, современное здание с различными коммунальными услугами (Espai La Senieta), публичная библиотека, выставочный зал, аудитория, учебные классы и досуг, т.д.
В 1969 году американский писатель Честер Хаймс поселился недалеко от Морайры, где и жил до своей смерти в 1984 году.

## История
Хотя топоним Морайра очень старый, нынешний одноименный населенный центр возник через много веков после того, как это название было известно как название некоторых географических объектов (морской мыс, естественная гавань, залив) или сельской местности. Согласно отчету  Франсиско Фабиана и Фуэро (1791 г.), в конце XVIII века у моря уже было несколько построек, возможно, связанных с экспортом изюма. Однако, как говорит Каваниль, в то же время (1797 г.) на всей территории не было населения. До третьего десятилетия XIX века население не могло процветать в прибрежных районах, которые не были сильно защищены, поскольку морское пиратство тогда было частым явлением. Только с завоеванием Алжира французами в 1830 году, пиратство прекратилось, постепенно деятельность на берегах стала возможной, и следовательно, жизнь становилась намного спокойнее.